# Князево (район імені Поліни Осипенко)
Кня́зево (рос. Князево) — село у складі району імені Поліни Осипенко Хабаровського краю, Росія. Входить до складу Херпучинського сільського поселення.

## Населення
Населення — 42 особи (2010; 75 у 2002).
Національний склад (станом на 2002 рік):
- росіяни — 78 %